# Wapen van Aduard

Het wapen van Aduard

Het wapen van Aduard werd op 25 februari 1892 per Koninklijk Besluit aan de Groninger gemeente Aduard toegekend. De gemeente Aduard bleef tot 1990 een zelfstandige gemeente. Een aantal wapenstukken uit het wapen zijn na de fusie door de gemeente Zuidhorn in het nieuwe gemeentewapen opgenomen.

## Blazoenering
De blazoenering van het wapen luidde als volgt:
Van zilver, beladen met een in lazuur en goud geschakeerde rechterschuinbalk, en, daar schuinslinks overheen, een kromstaf van goud, in den schildvoet vergezeld van eene lelie van keel; het schild is gedekt met eene gouden kroon van vijf fleurons, terwijl de schildhouders uit aanziende van keel getongde leeuwen in natuurlijke kleur bestaan, rustende de schildhouders en het schild zamen op eene arabesk van sinopel.
Het wapen is zilver van kleur met daarop een schuin geplaatste balk, van heraldisch rechtsboven naar linksonder. De balk is blauw-goud geblokt gelijk aan een schaakbord. Over de balk is een gouden kromstaf geplaatst van heraldisch rechtsonder naar linksboven. Helemaal onderin, in de schildvoet, een rode Franse lelie. Op het schild staat een markiezenkroon en aan weerszijden van het schild een staande leeuw van natuurlijke kleur met een rode tong.
Hoewel het wapen zilver is met daarop een gouden kromstaf en een deels gouden schuine dwarsbalk is het wapen geen raadselwapen; de gouden kleur van de kromstaf kan als natuurlijke kleur gezien worden en de dwarsbalk is een afscheiding.

## Geschiedenis
In de gemeente staat de abdij van Aduard dat ooit het rijkste en beroemdste van Groningen was. De kromstaf en de Franse lelie herinneren aan de hoogtijdagen van dit klooster. De Franse lelie verwijst mogelijk (ook) naar het klooster in Clairvaux dat als voorbeeld diende voor het klooster in Aduard.
Na de gemeentelijke fusie in 1990 heeft de nieuwe gemeente Zuidhorn besloten om het nieuwe wapen te baseren op het oude wapen van Aduard. Onder andere de kromstaf en de schuinbalk komen uit het wapen van Aduard. In het nieuwe wapen komt een van de leeuwen als schildhouder terug, met aan de andere kant van het wapen de griffioen van Grijpskerk.

## Vergelijkbaar wapen

Het wapen van  Zuidhorn